# Codice 632
Codice 632 è un romanzo thriller a sfondo storico del giornalista e scrittore nonché docente universitario portoghese José Rodrigues dos Santos, pubblicato nel 2007 (in Italia dalla casa editrice Vertigo di Roma).
Fra finzione e realtà, il romanzo apre nuove e differenti prospettive soprattutto riguardo ad uno dei temi che hanno maggiormente interessato gli storici di tutti i tempi: quale sia stata la vera patria di origine del navigatore Cristoforo Colombo.
Tradotto in varie lingue e pubblicato in USA, Germania, Spagna e Brasile, il libro di dos Santos si è rivelato un caso editoriale specialmente in Portogallo dove ha raggiunto i primi posti nelle classifiche di vendita con oltre 143 000 copie vendute.
Dal libro in futuro verrà tratto un film.

## Trama
Il romanzo, al pari del noto best seller degli anni 2000 Il codice da Vinci, si muove sul doppio binario della storia e della fiction traendo spunto da un manoscritto che porta lo stesso nome - Codice 632 - e che viene fatto risalire al XVI secolo ed è gelosamente custodito al Dipartimento Documenti Speciali della Biblioteca Nazionale di Lisbona.
In esso sono contenute le Cronache di Re Giovanni II del Portogallo (il Principe perfetto) in cui viene fatto il resoconto degli eventi accaduti sotto il suo regno, fra cui l'incontro che il sovrano ebbe con Cristoforo Colombo al ritorno di questi dal viaggio che aveva portato alla scoperta dell'America.
A essere messo sulle tracce del codice attraverso un misterioso messaggio da decodificare rinvenuto a Rio de Janeiro - che recita Moloc Ninundia Omastoos è un docente universitario che nella finzione letteraria ha il nome di Tomás Noronha (crittologo ed esperto di lingue antiche) ma che presumibilmente può essere identificato come l'alter ego dell'autore (non a caso insegna nella medesima università lusitana nella quale è docente dos Santos).
In linea con i moderni romanzi di genere (su tutti il citato Codice Da Vinci di Dan Brown) anche Codice 632 non si esime dal riferirsi a luoghi, personaggi e accadimenti reali tratti dai libri di storia, come la casa di Cristoforo Colombo a Genova, le vicende secolari dei cavalieri templari, la stele di Rosetta ed il trattato di Tordesillas (che fissò le linee di spartizione del mondo esplorabile), senza trascurare neppure il poema epico Epopea di Gilgamesh.
La teoria del complotto fa capolino fra le pagine del romanzo a proposito di una fantomatica organizzazione statunitense, la cui base farebbe tuttavia capo ad un cartello con sede a Genova, impegnata a impedire che la verità sulle origini di Colombo venga appurata.

## Origini di Colombo, da sempre fonte di dibattito

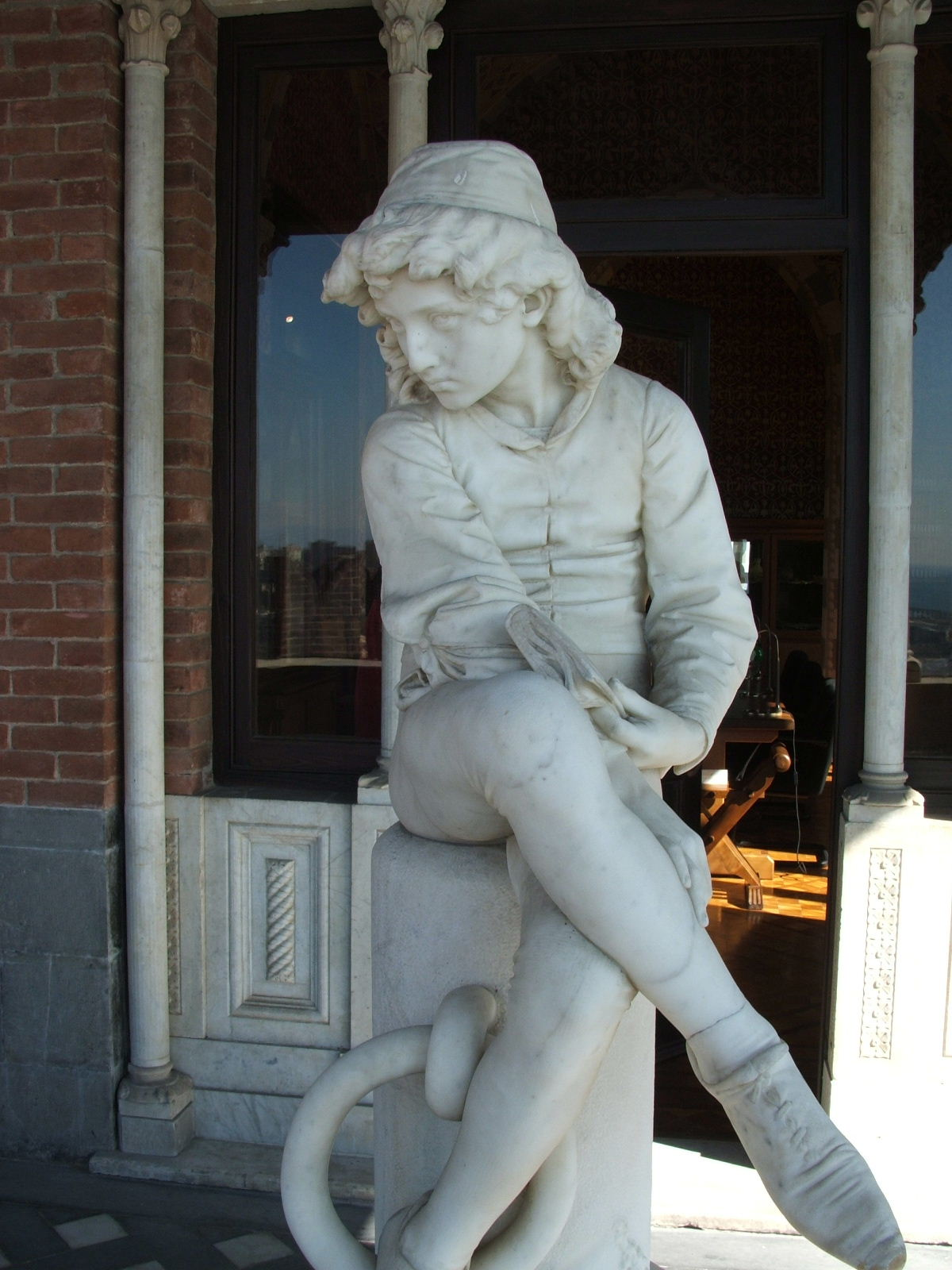
Cristoforo Colombo giovinetto
Giulio Monteverde
Castello d'Albertis

L'individuazione dell'esatto luogo di nascita di Cristoforo Colombo è un tema che da sempre appassiona gli storici di tutto il mondo. Solo in tempi recenti (XX secolo) gli studiosi sembrano aver raggiunto un consenso sul fatto che il navigatore sia nato da una famiglia genovese e che in qualche località della provincia di Genova viveva.
A testimoniarlo non ci sarebbero solo centottanta documenti che depongono a favore di questa tesi (e che sono custoditi all'Archivio di Stato di Genova), ma altra copiosa documentazione sulla quale ha lavorato per quasi tutta la sua vita colui che è considerato il maggiore studioso del navigatore, Paolo Emilio Taviani, docente, partigiano, uomo politico e statista della Democrazia Cristiana degli anni sessanta.
In realtà, sono diverse le località liguri - ma non solo liguri - che rivendicano la nascita del navigatore.
Va rilevato comunque che, nonostante i molti dubbi biografici ancora esistenti, Colombo rimane curiosamente uno dei personaggi storici del tardo medioevo di cui si possiede la maggior mole di materiale iconografico, tanto sul piano pittorico quanto su quello scultoreo.
L'autore portoghese dos Santos in un'intervista ha dichiarato di considerarsi uno scrittore e non uno storico, e di essersi limitato a portare nell'arena pubblica (del contesto letterario) un dibattito accademico in atto da sempre. Non a caso, lo stesso dos Santos rilancia nel suo libro una teoria attribuita a Fernando, il figlio spagnolo di Colombo. Secondo costui, la famiglia del padre era originaria del piacentino.
Stando a tale assunto, non si dovrebbe escludere a priori che Cristoforo fosse nativo di quella specifica zona. Ma - ricordano storici contemporanei - questa tesi, come altre tendenti a negare la genovesità del navigatore - è riferibile prettamente alle origini della madre di Colombo.
Senza considerare che, aggiungono i medesimi storici (che lamentano, fra l'altro, una parzialità delle fonti citate per il proprio lavoro da dos Santos), queste teorie sono state nel tempo più volte rimaneggiate e interpolate fino a trarne differenti versioni.

## Edizioni
- José Rodrigues dos Santos, Codice 632, traduzione di Nardi Valentina, Vertigo, 2007,  p. 552.